# Muir Woods National Monument
Muir Woods National Monument is een natuurreservaat in de Amerikaanse staat Californië dat een zeldzaam oerbos van kustmammoetbomen (Sequoia sempervirens) beschermt als nationaal monument.
Muir Woods bevindt zich in het zuidwesten van Marin County, zo'n 19 kilometer ten noorden van San Francisco. Muir Woods omvat 224 hectare land, waarvan bijna de helft oerbos is. Het is een van de laatste oude kustmammoetboombossen in de Bay Area.
Muir Woods National Monument wordt beheerd door de National Park Service. Het reservaat wordt volledig omgeven door Mount Tamalpais State Park. Muir Woods maakt deel uit van het recreatiegebied Golden Gate National Recreation Area en is een van de populairste trekpleisters in de Bay Area. Jaarlijks bezoeken 1 miljoen mensen het bos. De meeste toeristen bezoeken de Bohemian Grove en Cathedral Grove op de oevers van de Redwood Creek.
President Theodore Roosevelt wees het gebied op 9 januari 1908 aan als nationaal monument. Hij wilde het Kent Monument noemen, ter ere van de persoon die het land aan de overheid had geschonken, maar William Kent stond erop dat het genoemd zou worden naar de natuurbeschermer John Muir, die aan de basis lag van het National Park System. Muir was een vriend van zowel Roosevelt als Kent.

## In populaire cultuur
In Alfred Hitchcocks film Vertigo (1958) brengen de hoofdpersonages een bezoek aan Muir Woods; de scène werd echter gefilmd in het Big Basin Redwoods State Park. Ook Rise of the Planet of the Apes (2011), Dawn of the Planet of the Apes (2014) en War for the Planet of the Apes (2017) spelen zich ten dele in Muir Woods af, maar werden elders opgenomen, meer bepaald in Brits-Columbia.